# Аликанте (футбольный клуб)
«Алика́нте» (исп. Alicante Club de Fútbol, Alicante CF, на валенсийском языке — Alacant Club de Futbol) — испанский футбольный клуб из города Аликанте. Клуб основан в 1918 году и играл тогда в Третьем дивизионе Испании — «Терсе́ре» (исп. Tercera División de España).

## История
Клуб «Аликанте», под другим наименованием, появился в 1918 году, вступив в Валенсийскую Федерацию по футболу пять лет спустя, первым президентом которого (клуба) был Хоакин Томас Тероль. Подавляющее большинство футбольных сезонов команда провела в Терсере. Несколько коротких периодов клуб выступал и во Второй лиге Испании по футболу (1939-40 — как футбольный клуб; а также 1951-52 и 1956—58). В течение восьми лет в 1960-е годы он также выступал в качестве фарм-клуба «Эркулес» (исп. Hércules CF).
В 2000-е годы клуб прочно зарекомендовал себя как один из сильнейших в Сегунде В, проиграв только в последовательных играх в плей-офф. В 2007—08 Аликанте снова вернулся во второй дивизион. Также в этом сезоне клуб достойно дошёл до 4 раунда Кубка Испании по футболу 2007—2008, проиграв 2-3 по сумме двух матчей футбольному клубу «Реал Мадрид».
Столкнувшись с серьёзными экономическими проблемами, «Аликанте» блестяще выступил в первой части сезона в Segunda División 2008-09, но в конечном итоге покинул дивизион. Тяжёлая финансовая ситуация сохранялась и в последующие годы, и 1 июля 2011 года, в конце сезона 2010-11, команда вылетела в четвёртом дивизион — Терсеру, не сумев заплатить своим игрокам вовремя.

## Сезоны клуба
- 5 сезонов во Второй лиге Испании по футболу (Segunda División)
- 8 сезонов в Сегунде B (Segunda División B)
- 44 сезонов в Терсере (Tercera División)
- 16 сезонов в Региональных дивизионах по футболу в Испании[исп.]

## Стадион
ФК «Аликанте» проводит домашние матчи на стадионе Ciudad Deportiva Villafranqueza, вмешающего 4000 человек. Ранее принадлежащий клубу, стадион был затем приобретён городской ратушей, и там команда проводила свои официальные матчи с 1979 года.
Однако, в период 2001—2010 годов, Аликанте играл на стадионе «Хосе Рико Перес», также являющегося домашней ареной клуба «Экрулес», вмещающего 30 000 зрителей. После возвращения в Терсеру, стадион Ciudad Deportiva не стал обладать необходимой структурой для проведения игр в этой категории, и городские власти отказались продлить их.

## Достижения

### Первое место
- Сегунда Б (2): 2004—05, 2006—07.
- Терсера (3): 1933—34, 1946—47, 2000—01.

### Второе место
- Сегунда Б (1): 2007—08.
- Терсера (3): 1950—51, 1955—56, 1958—59.